# Hydrocotyle vestita
Hydrocotyle vestita är en växtart i släktet Hydrocotyle och familjen araliaväxter.
Arten förekommer i Peru. Den beskrevs av Mildred Esther Mathias och Ellsworth Paine Killip 1936.